# Тит Отацилий Крас (претор)
Тит Отацилий Крас (на латински: Titus Otacilius Crassus) е политик и военен на Римската република през 3 век пр.н.е.

## Биография
Произлиза от фамилията Отацилии, клон Крас. Син е на Тит Отацилий Крас (консул 261 пр.н.е.). Майка му е била женена преди това за Марк Клавдий Марцел, и той е полубрат на прочутия генерал Марк Клавдий Марцел.
Той става претор през 217 пр.н.е. и се бие във Втората пуническа война. През 216 пр.н.е. той е пропретор на Сицилия. През 215 пр.н.е. е дуумвир и командир на флотата в Силцилия.
През 214 пр.н.е. той е кандидат за консул. Избрани за консули обаче са Марк Клавдий Марцел III и Квинт Фабий Максим Верукос. Той е отново претор в Сицилия. През 210 пр.н.е. той отново е номиниран за консул, но е избран Тит Манлий Торкват, който доброволно се отказва. Той умира в Сицилия.
Тит Отацилий Крас е също понтифекс.